# 烏爾森巴赫河 (蘭格特河支流)
47°08′53″N 7°47′05″E / 47.14795°N 7.78467°E
烏爾森巴赫河是瑞士的河流，位於該國中西部，流經伯恩州，屬於蘭格特河的支流，河道全長1.5公里，流域面積20.2平方公里，河口處在萊米斯維爾。